# La Masia (Vilajuïga)
La Masia és un edifici de Vilajuïga (Alt Empordà) inclòs en l'Inventari del Patrimoni Arquitectònic de Catalunya.

## Descripció
És dins del nucli urbà de Vilajuïga, formant cantonada entre la carretera de Sant Pere de Roda i el passatge de les Escoles, amb la façana orientada al pati del CEIP Santiago Ratés.
És un edifici aïllat amb jardí, de planta rectangular, format per tres crugies adossades, amb dos petits cossos més, a la façana posterior. A l'est presenta una terrassa al nivell del primer pis, amb l'accés principal a l'edifici des del carrer, al costat. Tant la crugia central com les dues laterals presenten les cobertes a un sol vessant de teula. L'edifici està distribuït en planta baixa, pis i golfes. Les obertures de la façana principal són rectangulars, sense cap element destacable. Al pis, damunt la porta principal, hi ha un balcó amb llosana geomètrica de cinc cares, amb balustrada a manera de barana. Destaca el coronament sinuós de mides força grans, de la part superior de la façana, amb el nom de la casa pintat damunt del parament. La façana est presenta una successió d'arcs de mig punt de mides diferents, que dona pas a la terrassa del pis. És probable que en origen, aquest espai fos una galeria, coberta posteriorment. Tant la terrassa com les obertures estan delimitades per una barana de gelosia ceràmica. A la planta baixa, la porta d'accés presenta un coronament a manera de guardapols, bastits amb lloses de pissarra desbastades. A la part posterior hi ha un petit cos adossat amb coberta a dues vessants, i un altre cos utilitzat com terrassa, amb balustrada i escales directes al jardí, des de la façana oest.
La construcció es troba arrebossada i pintada de color blanc.